# Туніс (вілаєт)
Туніс (араб. ولاية تونس‎‎) — вілаєт Тунісу. Адміністративний центр — м. Туніс — столиця країни. Площа — 346 км². Населення — 990 100 осіб (2007).

## Географічне положення
Розташований у північно-східній частині країни. Є найменшим за площею вілаєтом. На півночі межує з вілаєтом Ар'яна, на заході — з вілаєтом Мануба, на півдні — з вілаєтом Бен-Арус. На сході омивається водами Середземного моря (Туніська затока).

## Населені пункти
- Туніс
- Карфаген
- Камарт
- Ла-Ґулєт
- Ла-Марса
- Бардо
- Ель-Крам
- Сіді-Бусаїд
- Сіді-Хассін

| Туніс | Це незавершена стаття з географії Тунісу. Ви можете допомогти проєкту, виправивши або дописавши її. |